# Bettina Graziani
Bettina Graziani (Normandía, 8 de mayo de 1925 - París, 2 de marzo de 2015) nombre de nacimiento de  Simone Micheline Bodin, fue una modelo y publirrelacionista francesa.

## Biografía
Fue la modelo más cotizada de los años 1950, que ayudó a inmortalizar la imagen de la casa Dior, pero también fue musa de los diseñadores Hubert de Givenchy y Jacques Fath. Posó para los fotógrafos Henri Cartier Bresson, Irving Penn, Robert Doisneau, Erwin Blumenfeld y últimamente Pierre & Gilles y Mario Testino.
En la cúspide de su carrera, a la que puso fin en 1955, Bettina era la modelo más fotografiada de Francia y la mejor pagada de la época.
Luego se dedicó a relaciones públicas para las marcas Valentino y Ungaro. En 1969 la marca Chanel le dedicó una colección.
La escritora Françoise Sagan le dedicó un recordado artículo en Vogue París, titulado "La eminencia pelirroja". Bettina fue portada de dicha revista varias veces. 
Contrajo matrimonio con Gilbert Graziani en 1950 pero acabaron divorciándose. Fue luego prometida del príncipe Ali Khan, pero poco antes de la boda sufrieron un accidente de coche en el que él murió.
Falleció el 2 de marzo de 2015 a los 89 años, en París. 